# Dimitri Pätzold
Dimitri Pätzold, eigentlich Dmitri Andrejewitsch Petzold (russisch Дмитрий Андреевич Петцольд, wiss. Transliteration Dmitrij Andreevič Petcol'd; * 3. Februar 1983 in Ust-Kamenogorsk) ist ein ehemaliger deutscher Eishockeytorwart, der in Kasachstan geboren wurde. Im Laufe seiner Karriere absolvierte er einige Spiele für die San Jose Sharks in der National Hockey League, spielte für die Cleveland Barons und Worcester Sharks in der American Hockey League und war in der Deutschen Eishockey Liga bei den Adler Mannheim, Hannover Scorpions, Schwenninger Wild Wings und Krefeld Pinguinen aktiv.

## Karriere
Pätzold, geboren als Kasachstandeutscher und aufgewachsen in der Nähe der kasachisch-chinesischen Grenze, kam im Alter von 13 Jahren als Spätaussiedler nach Deutschland. Dort wurde er von den Scouts der Kölner Haie entdeckt, bei denen er fortan in den Jugendmannschaften zum Einsatz kam. 1999 erhielt Pätzold erste Einsätze für das DNL-Team des KEC. Kurz darauf stand der Torhüter zudem erstmals im Kader der DEB-Auswahl für die Junioren-Weltmeisterschaft 2000.
In der Spielzeit 2000/01 kam der Torwart zu ersten Einsätzen für das DEL-Team der Haie als Ersatzmann von Andrew Verner und Joseph Heiß. Einen Großteil der Spielzeit verbrachte er jedoch mit einer Förderlizenz beim Kooperationspartner TSV Erding und bei den Junghaien. Beim NHL Entry Draft 2001 wurde Pätzold schließlich in der vierten Runde an 107. Stelle von den San Jose Sharks ausgewählt. Am Ende der Saison 2001/02 feierte er mit dem KEC die Deutsche Meisterschaft als Ersatztorwart hinter Chris Rogles. Danach wechselte der Linksfänger für ein Jahr zu den Adler Mannheim, ehe er nach Nordamerika ging.
Von 2003 bis 2006 spielte Dimitri Pätzold für die Cleveland Barons, das Farmteam der Sharks, in der American Hockey League und wurde in seiner Rookiesaison als bester Jungtorhüter der Liga ausgezeichnet. Zudem kamen in der Saison 2003/04 einige Einsätze in der ECHL für die Johnstown Chiefs hinzu. Während der Saison 2005/06 stand der Torwart zum ersten Mal im NHL-Kader der San Jose Sharks, da die beiden Stammtorhüter Jewgeni Nabokow und Vesa Toskala verletzt waren. Pätzold nahm den Posten als Nummer 2 hinter Nolan Schaefer ein, kam allerdings nicht zum Einsatz. Nachdem die Cleveland Barons am Ende der Saison 2005/06 nach Worcester umzogen, spielt Pätzold seit dem Herbst für das neue Farmteam der Sharks, die Worcester Sharks, in der AHL, wo er zusammen mit seinem deutschen Landsmann Thomas Greiss und teilweise auch mit dem Kanadier Nolan Schaefer das Torhüter-Trio bildete. Am 4. März 2007 wurde der Torhüter erneut in den NHL-Kader berufen, wo er für ein Spiel den Posten als Back-up-Goalie einnahm. Nach dem Ausscheiden seines Teams in der ersten Runde der AHL-Playoffs 2007 nominierte ihn der deutsche Nationaltrainer Uwe Krupp für die Eishockey-Weltmeisterschaft in Moskau als dritten Torwart nach.

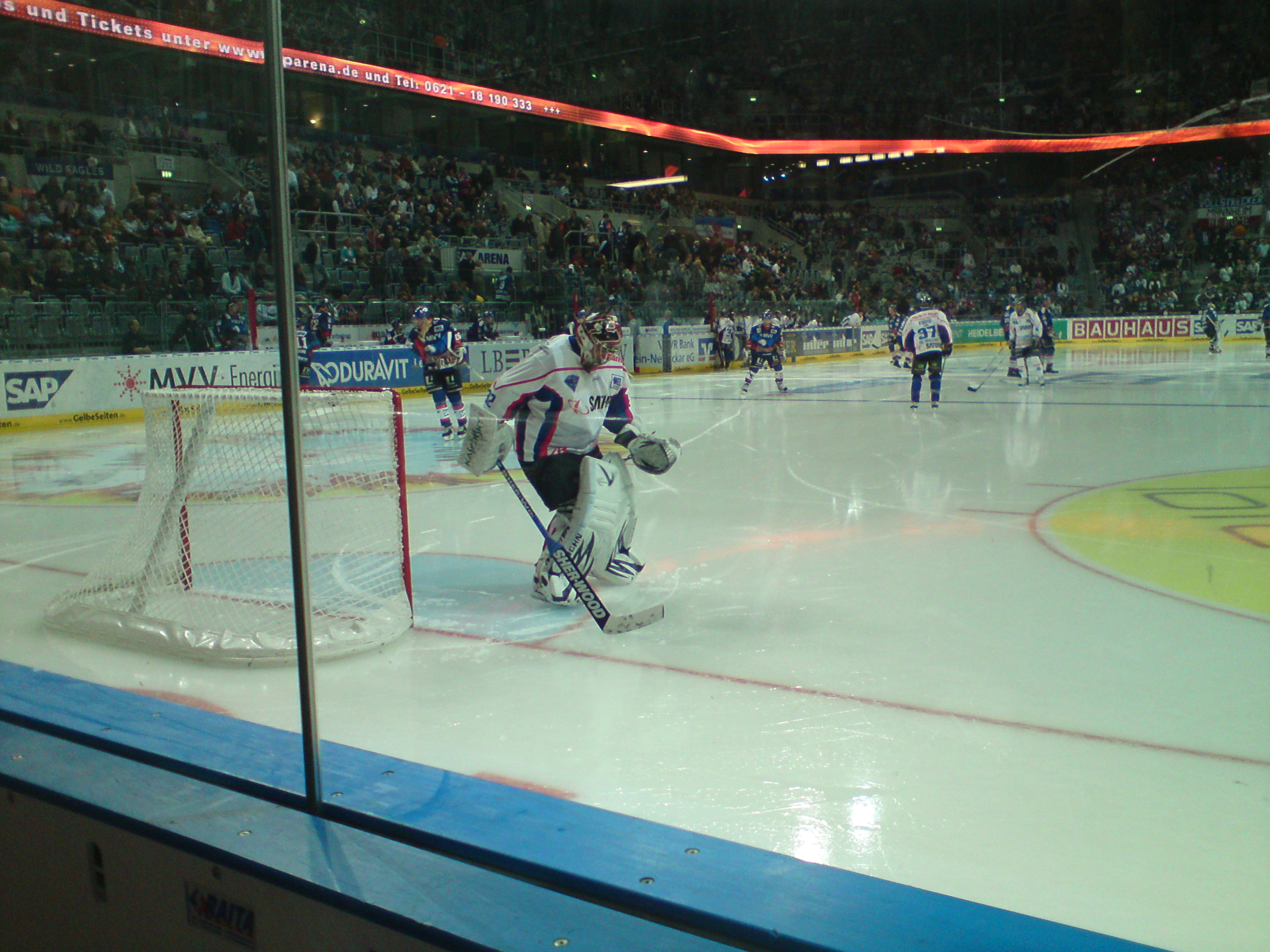
Pätzold im Trikot des ERC Ingolstadt

Im Sommer 2007 unterzeichnete Pätzold bei den Sharks einen neuen Einjahresvertrag und erhielt nach dem im September abgehaltenen Trainingscamp der San Jose Sharks den Vorzug vor Thomas Greiss auf den Posten des Ersatztorhüters hinter Nabokow, nachdem Vesa Toskala nach Toronto abgegeben worden war. Im dritten Spiel der Saison kam Pätzold nach 48 gespielten Minuten im letzten Drittel zu seinem NHL-Debüt, bestritt aber bis Mitte Januar 2008, als er ins Farmteam zurückgeschickt wurde, noch kein Spiel von Beginn an. Zurück bei den Worcester Sharks gelang dem deutschen Nationalspieler sein erster Shutout seit der Spielzeit 2004/05. Es war zugleich der erste Shutout in der Franchise-Geschichte des Teams aus Worcester. Nach der Saison wurde er, wie bereits ein Jahr zuvor, in den Weltmeisterschaftskader berufen. Sein auslaufender Vertrag in San Jose wurde seitens des Teams nicht verlängert, woraufhin Pätzold ein Angebot von Witjas Tschechow aus der Kontinentalen Hockey-Liga annahm. In der Saison 2008/09 kam der Schlussmann dort in den ersten 16 Saisonpartien allerdings nur einmal zum Einsatz. Er wechselte bereits Mitte Oktober 2008 nach Deutschland zu den Hannover Scorpions, bei denen er einen Vertrag bis zum Ende der Spielzeit unterzeichnete. Mit dem Team beendete er die Hauptrunde als zweitbestes Team hinter den Eisbären Berlin und drang in den Playoffs bis ins Halbfinale vor. Für die Saison 2009/10 hatte Pätzold jedoch bereits einen Zweijahresvertrag beim Ligarivalen ERC Ingolstadt unterzeichnet. Nach einem Jahr in Ingolstadt wurde sein Vertrag aufgelöst, der Torhüter wechselte daraufhin zum bayerischen Konkurrenten Straubing Tigers, wo er einen Einjahresvertrag unterschrieb. Nach zwei Jahren in Bayern kehrte er zur Saison 2011/12 zu den Hannover Scorpions zurück und erhielt einen Zweijahresvertrag. Nach Ablauf des Vertrages wechselte die DEL-Lizenz der Scorpions zu den Schwenninger Wild Wings, die unter anderem auch Pätzold von den Scorpions übernahmen.

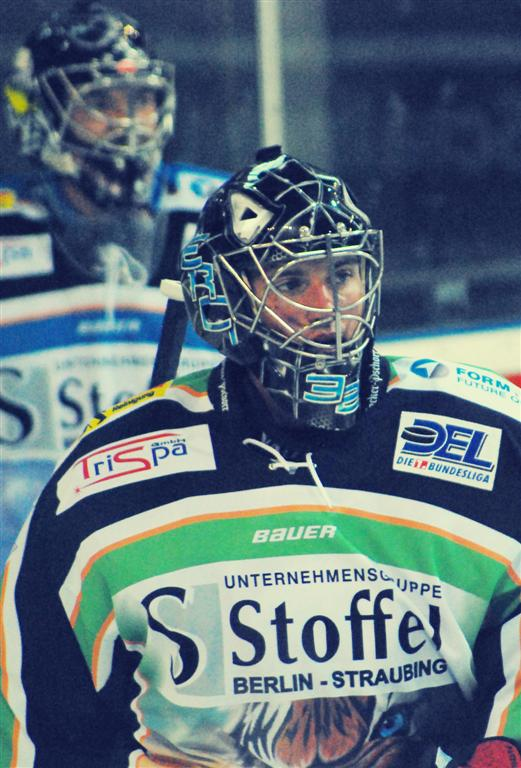
Pätzold im Trikot der Straubing Tigers (2010)

Zur Saison 2016/17 wechselte Pätzold von den Schwenninger Wild Wings zu den Straubing Tigers. In der Saison 2017/18 war er bei den Tigers hinter Sebastian Vogl und Drew MacIntyre nur noch dritter Torhüter und wurde daher im November 2017 an die Krefeld Pinguine abgegeben, die wiederum eine Absicherung auf der Torhüterposition benötigten. Aufgrund starker Leistungen in der Saison 2018/19, verlängerten die Krefelder seinen Vertrag um ein weiteres Jahr.
Im Januar 2020 verließ er den Krefelder Klub aus beruflichen und familiären Gründen und wechselte zum EV Landshut in die DEL2. 2022 beendete er seine Karriere und wurde Torwarttrainer beim EVL.
Zur Saison 2023/24 reaktivierten ihn die Erding Gladiators für ihre Bayernliga-Mannschaft.

## Erfolge und Auszeichnungen
- 2009 Bester Torhüter der Olympia-Qualifikationsgruppe E

## Karrierestatistik

### International
(Legende zur Torhüterstatistik: GP oder Sp = Spiele insgesamt; W oder S = Siege; L oder N = Niederlagen; T oder U oder OT = Unentschieden oder Overtime- bzw. Shootout-Niederlage; Min. = Minuten; SOG oder SaT = Schüsse aufs Tor; GA oder GT = Gegentore; SO = Shutouts; GAA oder GTS = Gegentorschnitt; Sv% oder SVS% = Fangquote; EN = Empty Net Goal; 1 Play-downs/Relegation; Kursiv: Statistik nicht vollständig)